# Orthologische Dreiecke

Orthologische Dreiecke

Zwei Dreiecke werden als orthologische Dreiecke oder orthologisch zueinander bezeichnet, wenn es drei Lote von den Eckpunkten des einen Dreiecks auf die (verlängerten) Seiten des anderen Dreiecks gibt, die sich in einem gemeinsamen Punkt schneiden. Diese Eigenschaft ist symmetrisch, das heißt schneiden sich drei Lote von den Eckpunkten eines Dreiecks {\displaystyle \triangle ABC} auf die Seiten eines Dreiecks {\displaystyle \triangle DEF} in einem gemeinsamen Punkt, dann existieren auch drei Lote von den Eckpunkten des Dreiecks {\displaystyle \triangle DEF} auf die Seiten des Dreiecks {\displaystyle \triangle ABC}, die sich in einem gemeinsamen Punkt schneiden.
Tangentendreiecke, Fußpunktdreiecke und Mittendreiecke sind orthologisch zu ihren Referenzdreiecken.